# Gaëla Le Devehat
Gaëla Le Devehat est une actrice française.

## Biographie
Gaëla a choisi son nom de scène en prenant le nom de famille de sa maman, professeur de lettres classiques. Ses parents se sont séparés très tôt et elle a été élevée par sa maman.
Gaëla Le Devehat a notamment joué dans la série télévisée Avocats et Associés et dans le téléfilm racontant l'histoire de Sabine Zlatin, La Dame d'Izieu.
En 1999, elle a tourné dans La Trilogie marseillaise (Marius, Fanny et César), tirée de l'œuvre de Marcel Pagnol, avec Roger Hanin.
En 2014, elle a joué Louise Vilar dans « Joséphine ange gardien », épisode Le sourire de la momie.
Depuis 2019, elle joue le rôle de Sabine Becker, la professeure de mathématiques qui est aussi la fille du commissaire dans le feuilleton au long cours Un si grand soleil sur France 2.

## Filmographie
Sauf indication contraire, les informations mentionnées dans cette section peuvent être confirmées par la base de données cinématographiques IMDb,  présente dans la section « Liens externes ».

### Cinéma
- 1999 : Les Infortunes de la beauté de John Lvoff : Juliette
- 2000 : Marie, Nonna, la Vierge et moi de Francis Renaud : Marie
- 2000 : Mon prince viendra, court métrage de Philippe Lasry : la jeune femme
- 2001 : Les Acteurs anonymes de Benoît Cohen : Gaëla
- 2001 : Sexy Boys de Stéphane Kazandjian : Marion
- 2005 : Tête de gondole, segment Les citrouilles grossissent, je maigris, quelle chaleur ! réalisé par Benoît Cohen : la jeune femme
- 2009 : Les Violette de Benoît Cohen : Violette
- 2011 : Une folle envie de Bernard Jeanjean : la bonne sœur
- 2018 : Je ne suis pas un homme facile d'Éléonore Pourriat : la femme dans La Méprise (parodie du Mépris)
- 2019 : Le Café de mes souvenirs de Valto Baltzar : Colette
- 2019 : J'irai où tu iras de Géraldine Nakache : L'infirmière

### Télévision
- 2000 : La Trilogie marseillaise de Nicolas Ribowski : Fanny
- 2002 : Les Sarments de la révolte de Christian François : Juliane
- 2002 : Le Voyage organisé d'Alain Nahum : Claire
- 2002 - 2005 : Avocats et Associés, série créée par Valérie Guignabodet et Alain Krief, épisodes 37 à 75 : Me Claire Sauvage
- 2004 : Le Miroir de l'eau, mini-série réalisée par Edwin Baily : Anna
- 2004 : Femmes de loi, épisode Amour fou réalisé par Gérard Cuq : Mélanie Fontay
- 2006 : Beau Masque de Peter Kassovitz : Nathalie Empoli
- 2006 : Père et Maire, épisode L'Ami perdu réalisé par Laurent Lévy : Camille
- 2006 : Pas de panique de Denis Rabaglia : Clémence
- 2007 : Le Sang noir de Peter Kassovitz : Simone
- 2007 : La Dame d'Izieu, mini série réalisée par Alain Wermus : Léa Feldblum
- 2007 - 2009 : La Louve, série créée par Philippe Venault : Émilie Louve
- 2008 : Il faut sauver Saïd de Didier Grousset : Beaulieu
- 2009 : Mac Orlan, épisode Ennemis intimes réalisé par Patrick Poubel : Elsa
- 2009 : Contes et nouvelles du XIXe siècle, épisode Le Bonheur dans le crime réalisé par Denis Malleval : la comtesse Delphine de Savigny
- 2009 : Un petit mensonge de Denis Malleval : Ariane Hambrelot
- 2010 : RIS police scientifique, épisode Noces de sang réalisé par Vincent Giovanni : Catherine
- 2012 : Jeux dangereux de Régis Musset : Sandrine
- 2012 : Drôle de famille !, épisode Chacun pour soi ! réalisé par Stéphane Kurc : Sandra
- 2014 : Interventions, mini-série créée par Jean-Yves Pitoun, épisode 1 et 2 : Anne-Marie Barbier
- 2014 : Joséphine, ange gardien, épisode Le sourire de la momie réalisé par Jean-Marc Seban : Louise Vilar
- 2016 : Lebowitz contre Lebowitz, épisode Elle est à moi réalisé par Frédéric Berthe : Sandrine Duchatel
- 2017 : Caïn, épisode Obsession réalisé par Bénédicte Delmas : Claire Joumard
- 2018 : Nina, épisode D'une rive à l'autre réalisé par Jérome Portheault : Charlotte
- 2019 : Meurtres à Colmar de Klaus Biedermann : Florence Ronsard
- 2019 : Commissaire Magellan, épisode Sang d'encre réalisé par Étienne Dhaene : Virginie Coudrier[1]
- 2019 - en cours : Un si grand soleil, série créée par Olivier Szulzynger, Eline Le Fur, Cristina Arellano et Stéphanie Tchou-Cotta,  à partir de l'épisode 266 : Sabine Becker
- 2020 : H24, épisode 4 réalisé par Nicolas Herdt : Hanna Morin
- 2021 : Tandem, (saison 5, épisode 8 : Disparition inquiétante) réalisé par Bénédicte Delmas : Magali Montoriol
- 2021 : Les Invisibles (saison 1, épisode 6) : Marion
- 2021 : Manipulations, mini-série de Marwen Abdallah : Cathy
- 2025 : Tropiques criminels (saison 6, épisode 6) : Murielle Choisy